# 第12方面軍 (日本軍)
第12方面軍（だいじゅうにほうめんぐん）は、日本陸軍の方面軍のひとつ。

## 概要
大東亜戦争（太平洋戦争・第二次世界大戦）の戦局は日を追うにつれて悪化し、大日本帝國は国家滅亡の瀬戸際に立たされた。
1945年（昭和20年）1月、大本営は連合国軍の日本本土上陸（陸軍省コードネーム決号作戦、米軍コードネームダウンフォール作戦）が現実のものとなる場合に備え、帝国陸海軍作戦計画大綱を策定した。これにもとづき本土および朝鮮半島の兵備増強のため1月22日、軍令陸甲第13号により6つの方面軍司令部および8つの軍管区司令部の臨時編成が下令され、編成完結後に紀元節である2月11日午前0時を待って統帥（指揮権）を発動した。
上述した6つの方面軍の中で、従来の東部軍を廃し創設されたのが第12方面軍である。その作戦地域は東京都、神奈川・埼玉・千葉・茨城・栃木・群馬・山梨・長野・新潟の各県全域と、静岡県の富士川以東であった。同じ担当地域の軍政業務と管区防衛等のためには新しく東部軍管区司令部が編成され、第12方面軍司令部と併置される。「本土決戦」が現実化した際に軍事作戦を遂行する方面軍司令部と、同地域の軍政を管掌する軍管区司令部に分離することで各任務への専念が促進され効率化になるという計画であった。しかし司令部の編制において、方面軍司令部と軍管区司令部の関係を緊密にするために第12方面軍司令官と東部軍管区司令官は相互兼務であり、参謀長、参謀副長、司令部人員の一部も同様に兼務であった。
編成当初の第12方面軍は防衛総司令部管下の内地防衛軍戦闘序列に組み込まれていたが、同年4月15日に内地防衛軍を廃して創設された第1総軍の隷下へ編入された。

## 沿革
- 1945年01月22日　第12方面軍司令部編成を下令
- 1945年02月06日　内地防衛軍戦闘序列を下令
- 1945年02月11日　東部軍司令部より第12方面軍司令部へ指揮権を移管
- 1945年04月15日　第1総軍戦闘序列へ編入、第36軍、第51軍、第52軍、第53軍が隷下部隊になる
- 1945年06月19日　東京湾兵団が隷下部隊になる
- 1945年06月23日　東京防衛軍が隷下部隊になる
- 1945年08月15日　終戦・宮城事件

## 第12方面軍人事

### 歴代司令官
- 藤江恵輔 大将：1945年2月1日[7] - 1945年3月9日[8]
- 田中静壱 大将：1945年3月9日[8] - 8月24日（自決）
- 土肥原賢二 大将：1945年8月25日 - 1945年9月23日　※1945年9月14日より第1総軍総司令官兼務
- 北野憲造 中将：1945年9月23日 - 10月10日

### 歴代参謀長
- 辰巳栄一 中将：1945年2月1日[7] - 1945年3月1日[9]
- 高嶋辰彦 少将：1945年3月1日[9] -

### 歴代参謀副長
- 高嶋辰彦 少将：1945年2月1日[7] - 1945年3月1日[9]
- 山崎正男 少将：1945年3月1日[9] - 1945年8月
- 小沼治夫 少将：1945年8月5日 -

### 編成時司令部構成
- 司令官：藤江恵輔 大将
- 参謀長：辰巳栄一 中将
- 参謀副長：高嶋辰彦 少将
- 高級参謀：山崎正男 大佐
- 高級参謀：水谷一生 大佐
- 高級副官：立花啓一 大佐
- 兵器部長：増田政吉 少将
- 経理部長：渦川正義 主計中将
- 軍医部長：河野正次 軍医少将
- 獣医部長：青木昌一 獣医少将
- 法務部長：島田朋三郎 法務中将

### 終戦時司令部構成
- 司令官：田中静壱大将
- 参謀長：高嶋辰彦 少将
- 参謀副長：小沼治夫 少将
- 高級参謀：不破博 大佐
- 高級参謀：日笠賢 大佐
- 高級副官：米花宇太吉 大佐
- 兵器部長：足羽善行 少将
- 経理部長：渦川正義 主計中将
- 軍医部長：河野正次 軍医少将
- 獣医部長：青木昌一 獣医少将
- 法務部長：島田朋三郎 法務中将

## 終戦時隷下部隊
- 第36軍：上村利道中将[10][11]
  - 第81師団：古閑健中将[11]
  - 第93師団：山本三男中将[12]
  - 第201師団：重信吉固少将[12]
  - 第202師団：片倉衷少将[13]
  - 第209師団：久米精一少将[13]
  - 第214師団：山本募中将[14]
  - 戦車第1師団：細見惟雄中将[14]
  - 戦車第4師団：名倉栞中将[10]
  - 海上機動第4旅団：内田辰雄少将[15]

- 第51軍：野田謙吾中将[15]
  - 第44師団：谷口春治中将[16]
  - 第151師団：白銀義方中将[17]
  - 第221師団：永沢三郎中将[17]
  - 独立混成第115旅団：相葉健少将[17]
  - 独立混成第116旅団（編成中終戦） ：岩根清夫少将[18]
  - 独立戦車第7旅団：三田村逸彦大佐[18]
  - 第7砲兵司令部：佐藤武明大佐[16]

- 第52軍：重田徳松中将[18]
  - 近衛第3師団：山崎清次中将[19]
  - 第147師団：石川浩三郎中将[19]
  - 第152師団：能崎清次中将[20]
  - 第234師団：永野亀一郎中将[20]
  - 独立戦車第3旅団：田畑与三郎大佐[21]
  - 第8砲兵司令部：原田鶴吉中将[18]

- 第53軍：赤柴八重蔵中将[21]
  - 第84師団：佐久間為人中将[22]
  - 第140師団：物部長鉾中将[22]
  - 第316師団：柏徳中将[23]
  - 独立混成第117旅団：平桜政吉少将[23]
  - 独立戦車第2旅団：佐伯静夫大佐[23]
  - 第11砲兵司令部：長林勝由少将[21]

- 東京湾兵団：大場四平中将[24]
  - 第354師団：山口信一中将[24]
  - 独立混成第96旅団：恵藤第四郎少将[24]
  - 独立混成第114旅団：簗瀬真琴少将[24]
  - 東京湾要塞司令部

- 東京防衛軍：飯村穣中将[25]
  - 警備第1旅団：重松吉正少将[25]
  - 警備第2旅団：矢ヶ崎節三少将[25]
  - 警備第3旅団：原田棟少将[25]

- 第321師団：矢崎勘十中将[26]
- 高射第1師団：金岡嶠中将[27]
- 独立混成第66旅団（新島）：中村三郎少将[27]　 
  - 独立混成第18連隊：野田道大佐　
  - 独立歩兵第427大隊：増田良雄少佐 　 　
  - 独立歩兵第810大隊 　 　 　
  - 独立機関銃第5大隊
  - 独立速射砲第27中隊  　 　 　
  - 独立山砲兵第22大隊：堤清親少佐
  - 独立野戦重砲兵第100大隊第3中隊
  - 特設警備第15中隊
  - 特設警備第16中隊
  - 特設警備第17中隊
  - 独立混成第66旅団野戦病院
- 独立混成第67旅団（八丈島）：木原義雄少将[27]　 
  - 独立混成第16連隊：酒井勝利大佐 　
  - 独立混成第43連隊：上杉義武大佐 　
  - 独立歩兵第425大隊 　 　 　
  - 独立歩兵第426大隊 　 　 　
  - 独立歩兵第668大隊 　 　 　
  - 独立歩兵第669大隊 　 　 　
  - 独立機関銃第16大隊：島谷正輔大尉 　 　
  - 独立速射砲第15大隊：石岡能武大尉
  - 独立速射砲第24中隊
  - 独立野砲兵第12大隊：広瀬武夫少佐 　 　
  - 独立山砲兵第23大隊：今村唯一少佐 　 　
  - 独立野戦重砲兵第100大隊（第3中隊欠）
  - 独立重砲兵第4中隊
  - 独立野戦高射砲第52中隊
  - 野戦機関砲第50中隊
  - 特設第41機関砲隊
  - 特設第42機関砲隊
  - 独立工兵第63大隊：若林忠夫少佐 　 　
  - 独立自動車第219中隊
  - 陸上勤務第102中隊
  - 第1移動兵器修理隊
  - 独立混成第67旅団野戦病院
- 第2砲兵司令部（市川）：鈴木正少将[28]　 
  - 独立野砲兵第8連隊：木村竹治中佐[28] 　
  - 野戦重砲兵第8連隊（飯能）：高橋克己大佐[28]
  - 野戦重砲兵第11連隊：中鉢義賢大佐[28]　
  - 野戦重砲兵第19連隊（松戸）：佐藤修一郎大佐[28]
  - 野戦重砲兵第26連隊（市川）：田地季朔中佐[28]
  - 野戦重砲兵第52連隊（相模原）：水落毎幸大佐[28]
  - 自走砲第2大隊（市川）[28]  　
  - 自走砲第3大隊（未編成）[28]  　 　 　
  - 自走砲第4大隊（未編成） [28] 　 　 　
  - 自走砲第10大隊（未編成） [26]
- 第3警備隊司令部（新潟）：大島久忠大佐[26] 　
  - 特設警備第2大隊
  - 特設警備第3大隊
  - 特設警備第21中隊
  - 特設警備第22中隊
- 第6工兵隊司令部（豊島）：大河原鉄之助少将[26]
- 第7工兵隊司令部（浦和）：青木美苗大佐[26]
  - 独立工兵第27連隊：大峯只之少佐[26] 　   　 　
  - 独立工兵第103大隊（未編成）[26] 　 　 　
  - 独立工兵第117大隊（未編成）[26] 　 　 　 　
  - 独立工兵第118大隊 （未編成）[26]
- 第1手押軽便鉄道隊
- 第2手押軽便鉄道隊
- 第8野戦輸送司令部（川越）： 平岡清中将[26] 　 
  - 独立自動車第44大隊：山口金之助少佐[26] 　 　 　
  - 独立自動車第47大隊：竹本吾一少佐[26] 　 　 　
  - 独立自動車第53大隊：武田宝逸少佐[26] 　 　 　
  - 独立自動車第66大隊：遠藤金五郎少佐[26] 　 　 　
  - 独立自動車第67大隊：坂巻寿少佐[26] 　 　 　
  - 第3牽引自動車隊：小池利助大尉[26] 　　 
    - 牽引車第13中隊
    - 牽引車第14中隊
    - 牽引車第15中隊
    - 牽引車第16中隊
    - 牽引車第17中隊
- 第12方面軍司令部通信隊（未編成）[26] 　
  - 第1通信隊司令部（本郷）：斎藤文一郎大佐（未編成）[26] 　 
    - 電信第30連隊（川越）：児玉徹大佐（未編成）[26] 　
    - 電信第51連隊（入間川）：原田繁效少佐（未編成）[26] 　

  - 第2通信隊司令部（浦和）：瀧上孟平大佐[26] 　 
    - 超短波通信第1中隊[26] 　
    - 独立有線第136中隊
    - 独立有線第151中隊
    - 独立有線第152中隊

  - 第13独立通信作業隊
  - 第14独立通信作業隊
  - 第15独立通信作業隊
  - 第16独立通信作業隊
  - 第17独立通信作業隊
  - 第18独立通信作業隊
  - 第19独立通信作業隊
  - 第20独立通信作業隊
  - 第21独立通信作業隊
  - 第22独立通信作業隊
  - 第23独立通信作業隊
  - 第24独立通信作業隊
  - 第25独立通信作業隊
  - 第26独立通信作業隊
  - 第27独立通信作業隊
  - 第28独立通信作業隊
  - 第29独立通信作業隊
  - 第30独立通信作業隊
  - 第31独立通信作業隊
  - 第32独立通信作業隊
  - 第33独立通信作業隊
  - 第34独立通信作業隊
  - 第35独立通信作業隊
- 第17野戦勤務隊本部[26] 　
  - 陸上勤務第190中隊
  - 陸上勤務第191中隊
  - 陸上勤務第192中隊
  - 陸上勤務第193中隊
  - 陸上勤務第194中隊
- 第2野戦建築隊本部：阪井真一郎中佐[26]
- 第5野戦建築隊本部：平島正少佐[26]
- 第6野戦建築隊本部：谷本義夫少佐[26]
- 建築勤務第39中隊
- 要塞建築勤務第1中隊
- 要塞建築勤務第3中隊
- 海上輸送第22大隊[26]
- 第65兵站病院：北代一実軍医少佐[26]